# Stenograpta stenoptera
Stenograpta stenoptera là một loài bướm đêm trong họ Noctuidae.